# 岩澤健吉
岩澤 健吉（いわさわ けんきち、1917年9月11日 - 1998年10月26日）は、日本の数学者。理学博士（東京大学）。プリンストン大学名誉教授。専門は整数論。

## 来歴・人物
群馬県桐生市出身。旧制武蔵高等学校、東京帝国大学理学部数学科卒業。東京大学助教授から1950年に米国渡航。プリンストン高等研究所、マサチューセッツ工科大学、プリンストン大学を経て1987年帰国。プリンストン大学名誉教授。
1945年理学博士（東京大学）の学位を取得、学位論文の題は「有限群とその部分群の束について」。
講義、講演の名手としても有名である。弟子にラルフ・グリーンバーグやローレンス・ワシントン等がいる。

## 業績
アンドレ・ヴェイユに日本人で最も独創的な数学者と言わしめたその業績は顕著で、有限群論の組み合わせ論的研究からスタートした岩澤はその後、リー群論に移り ヒルベルトの第5問題の解決に向かう本質的貢献を与えた。
そして1952年に『代数函数論』を著した後、整数論に移る。米国渡航後の1959年、Zp-拡大の理論と岩澤類数公式を発表（岩澤理論の創始）。この公式は系列的な代数体の類数を統一的に記述するほとんど初めてのものとしてそれ自体驚異のものであったが、その後もその意味を追求し続けた岩澤は1960年代半ば、L関数の特殊値のp進的性質とイデアル類群の構造を結びつけるいわゆる岩澤主予想 (Main conjecture of Iwasawa theory) に到達した。この代数的オブジェクトとL関数の値のp進的性質との関係という文脈は、様々な対象に一般化され現在では数論の中心課題の一つとなっている。
オリジナルの岩澤主予想も今では当たり前に取り扱われることも多く、その独創的側面が意識されることは現在では少なくなっているのかもしれない。当時既に数論の中心は代数幾何的手法に移りつつあり代数的整数論は忘れ去られる傾向にあったが、岩澤は新しい観点からそれを生き返らせた。日本においても数論幾何が中心の傾向には変わりなく、岩澤の業績は長い間顧みられることはなかった。岩澤主予想と名づけたのはジョン・コーツである。

## 著書
- 『代数函数論』岩波書店〈現代数学 第11〉、1952年。
  - 『代数函数論』（増補版）岩波書店〈現代数学 11〉、1973年10月31日。ISBN 4-00-005632-8。
- 『局所類体論』岩波書店〈数学選書〉、1980年2月18日。ISBN 4-00-005230-6。

### 翻訳
- Local Class Field Theory. Oxford Mathematical Monographs (Hardcover ed.). Oxford University Press, USA. (1986-09-18). ISBN 0195040309 - 『局所類体論』。
- Algebraic functions. Translations of Mathematical Monographs (Paperback ed.). American Mathematical Society. (1993-04-20). ISBN 0821819690 - 『代数函数論』。

### 論文集
- Genjiro Fujisaki, Kazuya Kato, Masato Kurihara, Shoichi Nakajima, Ichiro Satake, et al., ed (2001-07-20). Kenkichi Iwasawa Collected Papers. 1, 2 (v. 1&2) (Hardcover ed.). Springer. ISBN 4431703144

## 受賞・講演歴
- 1950年 - ICM 1950 Cambridge (USA) 招待講演[2]
- 1959年 - 朝日賞
- 1962年 - コール賞（数論部門）、日本学士院賞
- 1970年 - ICM 1970 Nice 招待講演[2]
- 1979年 - 藤原賞